# Bea Wain

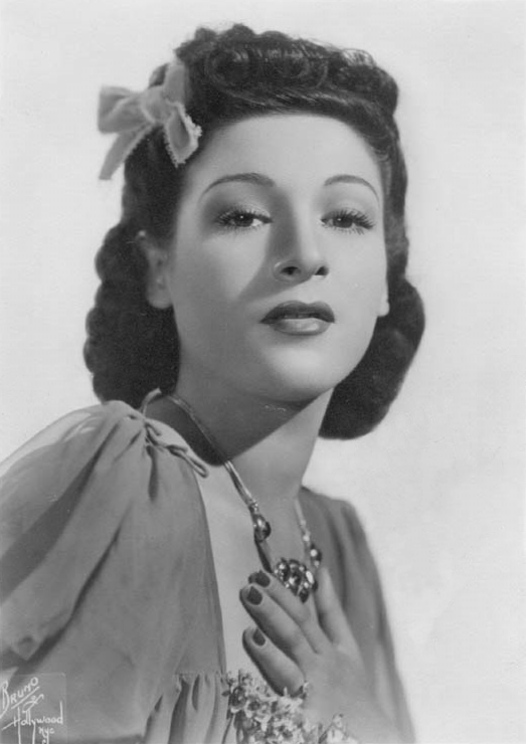
Bea Wain (1943)

Bea Wain (* 30. April 1917 in New York City, New York; † 19. August 2017 in Beverly Hills, Kalifornien gebürtig Beatrice Wayne) war eine US-amerikanische Sängerin der Swing-Ära und Hörfunk-Moderatorin.

## Leben und Wirken
Wain, die als Kind Klavier gelernt hatte, trat früh in der NBC-Radioserie Children’s Hour auf. Als Jugendliche sang sie in Vokalgruppen wie Bea and the Bachelors (mit Al Rinker, Ken Lane und John Smedberg) und den V8, die in der Show von Fred Waring auftraten. Nach  ersten Auftritten mit dem Orchester von Gene Kardos und Aufnahmen mit Artie Shaw 1937 holte sie Larry Clinton als Sängerin in sein Orchester. Dort sang sie eine Reihe von Hits wie Martha, You Go to My Head, Deep Purple, Heart and Soul, My Reverie und Cry, Baby, Cry (mit Ausnahme der beiden ersten alles Nummer-eins-Hits). 1939 wurde sie vom Billboard als populärste Bandsängerin gewählt. Im gleichen Jahr begann sie ihre Solokarriere und setzte die Serie ihrer Erfolge mit I'm Nobody's Baby, Do I Worry? und Kiss the Boys Goodbye fort.
Von 1938 bis zu seinem Tod, im Jahr 1991, war sie mit dem Radioansager André Baruch verheiratet, mit dem sie zwei Kinder hatte und nach dem Zweiten Weltkrieg für Radio WMCA als Diskjockey-Team Mr. and Mrs. Music auftrat. 1973 zogen sie nach Palm Beach, wo sie für neun Jahre eine Talkshow leiteten. Noch im Jahr 2004 trat sie als Sängerin auf.